# Masks
Masks (traducido como Máscaras) será el quinto álbum de estudio de la banda de post-hardcore Eyes Set to Kill, será lanzado el 27 de septiembre de 2013 por Century Media Records.

## Listado de canciones
1. "Masks"
2. "Killing in Your Name"
3. "The Lost and Forgotten"
4. "Where I Want To Be"
5. "True Colors"
6. "Surface"
7. "Little Liar"
8. "Nothing Left To Say"
9. "The New Plague"
10. "Infected"
11. "Secrets Between"
12. "Haze"
13. "The Forbidden Line"

## Créditos
Eyes Set to Kill
- Alexia Rodríguez - Voces claras, guitarra principal/rítmica, piano, teclados, sintetizadores, programación, electrónicos
- Cisko Miranda - Voces claras/guturales, teclados, guitarra rítmica/principal
- Anissa Rodríguez - Bajo, piano, coros
- Caleb Clifton - Batería, samplers, percusión